# Liebeslust und Freiheit
Liebeslust und Freiheit (Originaltitel: Le Libertin) ist ein französischer Historienfilm von Gabriel Aghion aus dem Jahr 2000. Als literarische Vorlage diente das satirische Theaterstück Der Freigeist (1997) von Éric-Emmanuel Schmitt, der zusammen mit Aghion auch das Drehbuch schrieb.

## Handlung
Im Frankreich des 18. Jahrhunderts macht der Aufklärer Denis Diderot mit seinen liberalen Schriften und seinem frivolen Lebensstil von sich reden. Als Philosoph und Autor verfasst er mit Gleichgesinnten die erste Encyclopédie. Seine freigeistigen Ansichten stoßen bei Hof und Klerus jedoch auf äußerstes Missfallen, weshalb sich Diderot gezwungen sieht, bei Baron d’Holbach unterzutauchen und seine Bücher illegal in einer versteckten Druckerei zu vervielfältigen.
Sowohl der Baron als auch seine Gattin führen ein freizügiges und unkonventionelles Leben ganz nach Diderots Geschmack. Amouröse Abenteuer stehen an der Tagesordnung. Als auf dem Anwesen die ebenso attraktive wie emanzipierte Malerin Madame Therbouche eintrifft, zeigt Diderot erstmals moralische Bedenken, weil sie ihn nackt malen will. Nachdem sie ihn seiner Einwände zum Trotz schließlich doch zu einem Aktgemälde überredet hat, werden sie von Diderots eifersüchtiger Frau Antoinette ertappt, die ihm daraufhin droht, ihn zu verlassen.
In der Zwischenzeit hat sich ein weiterer Gast eingefunden – der Bruder Baron d’Holbachs, der sich in seinem Amt als Kardinal auf der Durchreise nach Avignon befindet und die Schreiber der Encyclopédie verfolgt. Als er im Park auf den nackten Diderot trifft, der seiner Frau nachläuft, zeigt sich der Gottesmann schockiert. Zwar hört er den Lärm der Druckmaschinen, doch weiß Baronin d’Holbach ihn stets abzulenken, um so das Geheimnis um die Druckerei zu wahren, die sich in einer kleinen Kapelle befindet.
Diderot fällt es derweil schwer, seinen Artikel über die „Moral“ zu verfassen. Freizügigkeit und Frivolität, die er für sich selbst in Anspruch nimmt, will er seiner eigenen Tochter Angélique verbieten. Madame Therbouche weist ihn auf seine Doppelmoral hin, was ihn nur noch mehr verunsichert. Zudem ist sie die einzige Frau in seiner Umgebung, die seinem Charme zu widerstehen scheint. Wie sich herausstellt, wurde Madame Therbouche vom Kardinal als Spionin auf Diderot angesetzt, um die geheime Druckerei zu finden. Obwohl sie den Lohn für ihre Spionagedienste dringend braucht, will sie dem Kardinal nichts verraten. Dieser findet die versteckte Druckerei schließlich selbst und reist sofort ab, während Madame Therbouche den Schmuck ihrer Gastgeberin stiehlt. Diderot überrascht sie dabei und stellt sie zur Rede. Sie gesteht ihm, gar keine Malerin zu sein. Sie sei eine Diebin, die lediglich ein paar Skizzen ihrer Modelle anfertige, ehe sie sich mit ihrer Beute aus dem Staub mache. Bevor sie abreist, gibt sie Diderot jedoch ihr neuestes Diebesgut zurück.
Unterwegs trifft Madame Therbouche auf den Kardinal, der sich mit der Polizei auf dem Weg zur Kapelle befindet. Sie fährt mit ihrer Kutsche unverzüglich zurück, um Diderot und seine Leute zu warnen. Als der Kardinal und die Polizei vor der Kapelle eintreffen, ist das Gebäude leergeräumt. Um für weitere Ablenkung zu sorgen, veranstaltet die Baronin ein Feuerwerk, bei dem Diderot Madame Therbouche ein Angebot macht. Er braucht ihre Hilfe für einen weiteren Artikel seiner Encyclopédie – einen Artikel über die „Sinnlichkeit“. Er gibt ihr einen Kuss, den sie hingebungsvoll erwidert.

## Hintergrund

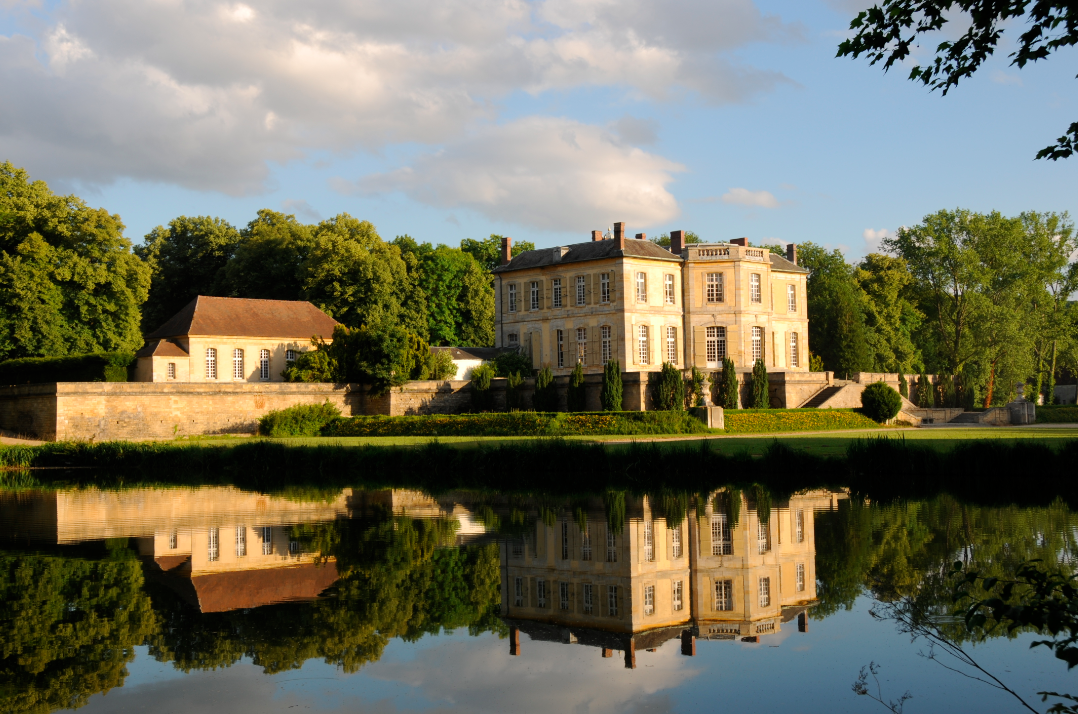
Château de Villette, ein Drehort des Films

Denis Diderot (1713–1784), einer der bedeutendsten Vertreter der französischen Aufklärung, schrieb zusammen mit anderen Autoren die Encyclopédie ou Dictionnaire raisonné des sciences, des arts et des métiers, das erste umfassende Nachschlagewerk über die Wissenschaft, die Kunst und das Handwerk. Er und die deutsche Malerin Madame Therbouche alias Anna Dorothea Therbusch kannten sich tatsächlich. Wie im Film ließ er sich von ihr nackt porträtieren.
Als Drehort diente vor allem das Château de Villette in Condécourt im Département Val-d’Oise nördlich von Paris, das im Film als Wohnsitz von Baron d’Holbach zu sehen ist. Weitere Aufnahmen entstanden auf Schloss Champs-sur-Marne im Département Seine-et-Marne, im Park von Schloss Jeurre in Morigny-Champigny im Département Essonne und im Kloster Chaalis in Fontaine-Chaalis im Département Oise. Für das Szenenbild war Dan Weil zuständig, die Kostüme entwarf Olivier Bériot. Das Budget des Films lag bei neun Millionen Euro.
Liebeslust und Freiheit kam am 15. März 2000 in die französischen und belgischen Kinos. In Frankreich wurde der Film von über 630.000 Kinozuschauern gesehen. In Deutschland wurde er erstmals am 16. November 2003 vom ZDF im Fernsehen gezeigt.

## Kritiken
Das Lexikon des internationalen Films bezeichnete Liebeslust und Freiheit als „[e]rotisch aufgeladenes Sittengemälde einer vor der Auflösung stehenden Gesellschaftsordnung, dessen Geschichte mit Esprit und satirischen Spitzen erzählt wird“. Durch die gute Besetzung und „die feinfühlige Regie, die allerdings auch frivole Töne einfließen lässt“, sei eine „unterhaltsam[e] Komödie“ entstanden. Prisma zufolge habe Regisseur Gabriel Aghion „mit diesem erotischen Kostümfilm ein satirisches Sittengemälde mit viel Humor“ realisiert. Unterstützt werde er dabei „von einem exzellenten Ensemble, allen voran Vincent Pérez, der hier minutenlang nackt durch das Bild schreitet“. Für Cinema war der Film ein „[f]lotter Kostümspaß mit Fanny Ardant“.
Herausgekommen sei „eine Komödie à la Saturday Night Live“, befand François Forestier von Le Nouvel Observateur. Lisa Nesselson vom US-Branchenblatt  Variety sprach von „einer bisweilen geistreichen und durchweg lüsternen Tollerei“. Josiane Balaskos „erdiger Charme“ passe „hervorragend“ zu ihrer Rolle. Laut David Parkinson von der britischen Filmzeitschrift Empire stehe der Film „in der Tradition der französischen Farce“. Verglichen mit dem von den Hauptfiguren an den Tag gelegten Esprit fehle es dem Drehbuch „beklagenswerterweise“ an „Bonmots“. Es gebe jedoch „einige urkomische Situationen“, die mitunter an die Carry-On-Filmreihe erinnern würden.

## Deutsche Fassung
Die deutsche Synchronfassung entstand bei der Bavaria Film Synchron in München. Das Dialogbuch schrieb Helga Trümper, die auch die Dialogregie führte.
| Rolle                | Darsteller           | Synchronsprecher   |
| -------------------- | -------------------- | ------------------ |
| Denis Diderot        | Vincent Perez        | Hans-Georg Panczak |
| Madame Therbouche    | Fanny Ardant         | Viktoria Brams     |
| Baronin d’Holbach    | Josiane Balasko      | Elisabeth Endriss  |
| Kardinal             | Michel Serrault      | Klaus Höhne        |
| Marquise de Jerfeuil | Arielle Dombasle     | Marietta Meade     |
| Marquis de Jerfeuil  | Christian Charmetant | Peter Fricke       |
| Madame Diderot       | Francoise Lepine     | Katharina Lopinski |
| Baron d’Holbach      | François Lalande     | Horst Sachtleben   |
| Julie d’Holbach      | Audrey Tautou        | Natascha Geisler   |
| Angélique Diderot    | Vahina Giocante      | Sonja Reichelt     |